# Lercara Friddi
Lercara Friddi is een gemeente in de Italiaanse provincie Palermo (regio Sicilië) en telt 7232 inwoners (31-12-2004). De oppervlakte bedraagt 37,3 km², de bevolkingsdichtheid is 194 inwoners per km².

## Bezienswaardigheden
- Archeologisch museum: toont archeologische vondsten
- Museum: toont oude kledingstijl met poppen en informatie over het mijnbouwersleven
- Colle Madore: te bezichtigen archeologische site en uitzichtpunt
- Markt op donderdag

## Religie
Er zijn zes kerken in Lercara.

## Demografie
Lercara Friddi telt ongeveer 2692 huishoudens. Het aantal inwoners daalde in de periode 1991-2001 met 2,8% volgens cijfers uit de tienjaarlijkse volkstellingen van ISTAT.
| Jaar | Inwoneraantal |
| ---- | ------------- |
| 1991 | 7602          |
| 2001 | 7392          |

## Geografie
Lercara Friddi grenst aan de volgende gemeenten: Castronovo di Sicilia, Prizzi, Roccapalumba, Vicari.

## Geboren

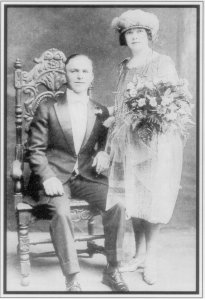
Ouders van Frank Sinatra: Antonino Martino Sinatra (1892-1969) en Natalina Maria Vittoria Garaventa (1894-1977)

- Alfonso Giordano (1843-1915), arbeidsarts en burgemeester van Lercara Friddi
- Antonino Martino Sinatra (1892-1969), vader van Frank Sinatra
- Salvatore Lucania (1897-1962), Italiaans-Amerikaanse gangster, beter bekend onder de pseudoniem Charles "Lucky" Luciano.

Alia · Alimena · Aliminusa · Altavilla Milicia · Altofonte · Bagheria · Balestrate · Baucina · Belmonte Mezzagno · Bisacquino · Blufi · Bolognetta · Bompietro · Borgetto · Caccamo · Caltavuturo · Campofelice di Fitalia · Campofelice di Roccella · Campofiorito · Camporeale · Capaci · Carini · Castelbuono · Casteldaccia · Castellana Sicula · Castronovo di Sicilia · Cefalà Diana · Cefalù · Cerda · Chiusa Sclafani · Ciminna · Cinisi · Collesano · Contessa Entellina · Corleone · Ficarazzi · Gangi · Geraci Siculo · Giardinello · Giuliana · Godrano · Gratteri · Isnello · Isola delle Femmine · Lascari · Lercara Friddi · Marineo · Mezzojuso · Misilmeri · Monreale · Montelepre · Montemaggiore Belsito · Palazzo Adriano · Palermo · Partinico · Petralia Soprana · Petralia Sottana · Piana degli Albanesi · Polizzi Generosa · Pollina · Prizzi · Roccamena · Roccapalumba · San Cipirello · San Giuseppe Jato · San Mauro Castelverde · Santa Cristina Gela · Santa Flavia · Sciara · Scillato · Sclafani Bagni · Termini Imerese · Terrasini · Torretta · Trabia · Trappeto · Ustica · Valledolmo · Ventimiglia di Sicilia · Vicari · Villabate · Villafrati
1. ↑  https://demo.istat.it/?l=it.